# Manvel (Dakota del Norte)
Manvel es una ciudad ubicada en el condado de Grand Forks, en el estado estadounidense de Dakota del Norte. En el censo de 2010, tenía una población de 360 habitantes, y una densidad poblacional de 474,39 hab./km² (habitantes por kilómetro cuadrado).

## Geografía
Manvel se encuentra ubicada en las coordenadas 48°4′21″N 97°10′41″O / 48.07250, -97.17806. Según la Oficina del Censo de los Estados Unidos, Manvel tiene una superficie total de 0.76 km² (kilómetros cuadrados), de la cual 0.76 km² corresponden a tierra firme y (0 %) 0 km² es agua.

## Demografía
Según el censo de 2010, había 360 personas residiendo en Manvel, y la densidad de población era de 474,39 hab./km² (habitantes por kilómetro cuadrado). De los 360 habitantes, Manvel estaba compuesto por el 99.17 % de blancos, el 0 % de negros, el 0.28 % de amerindios, el 0 % de asiáticos, el 0 % de isleños del Pacífico, el 0 % de otras razas, y el 0.56 % de dos o más razas. Del total de la población, el 0.83 % eran hispanos o latinos de cualquier raza.